# Progesterex
Progesterex és el nom d'un fàrmac inexistent que és esmentat en una difosa falsa alarma. S'hi refereix com a «droga dels violadors». Aquesta droga no es troba registrada a les més importants bases de dades farmacològiques, atès que no existeix cap producte farmacològic amb aquest nom. A la llegenda urbana se li atribueixen qualitats capaces d'esterilitzar animals de forma permanent. S'ha reconegut que tots els rumors arran de l'ús d'aquesta droga per part dels violadors són completament falsos.

## Història
Aquest missatge és una broma, que utilitza elements ficticis, barrejat amb alguns fets reals. Ha estat divulgant en anglès, probablement des de novembre de 1999, i se n'han vist almenys dues versions en castellà, amb petites diferències entre elles. No existeix la droga anomenada Progesterex. No hi ha menció a ella en cap text mèdic o científic ni hi ha al mercat píndoles utilitzades per veterinaris per esterilitzar permanentment cavalls o altres animals grossos.
El missatge té tots els trets comuns de qualsevol hoax, especialment d'aquells que entren en la categoria de llegendes urbanes: una advertència amb clares intencions d'atemorir, la manca de fonts comprovables, la referència a una autoritat anònima de qui va provenir l'alarma, però que no s'esmenta, i sobretot, el clàssic de tot hoax, la súplica per a propagar entre tots els nostres coneguts.
La medicina flunitrazipam (Rohypnol), esmentada en aquest hoax, és un fàrmac hipnòtic que realment existeix i que s'ha utilitzat en alguns casos reals de violacions que es dissol ràpidament en els líquids, i quan es combina amb alcohol, causa adormiment, desinhibició i amnèsia. Després que es denunciessin aquests casos, la droga es va començar a produir amb una nova fórmula que la fa canviar de color quan es dissol en algun líquid, fent més evident la seva presència.